# Un frisson dans la nuit
Pour plus de détails, voir Fiche technique et Distribution.
Un frisson dans la nuit (Play Misty for Me) est un film américain réalisé par Clint Eastwood et sorti en 1971. Il s'agit de son premier film comme réalisateur. Il tient également le rôle principal.

## Synopsis
Dave Garver est disc jockey dans la radio KRML (en) de Carmel-by-the-Sea, en Californie. Un soir, après son émission, il fait la rencontre d'Evelyn, une de ses ferventes admiratrices. Celle-ci l'appelle à chaque fois pour lui demander de passer la même chanson, Misty, d'Erroll Garner. Ils sympathisent et passent la nuit ensemble.
Très vite, Dave va se rendre compte de la folie d'Evelyn. Elle se montre très possessive et violente, notamment envers l'ancienne compagne de Dave, que ce dernier cherche à reconquérir.

## Fiche technique
- Titre francophone : Un frisson dans la nuit
- Titre original : Play Misty for Me
- Réalisation : Clint Eastwood
- Scénario : Jo Heims et Dean Riesner
- Histoire : Jo Heims
- Musique : Dee Barton (en)
- Photographie : Bruce Surtees
- Montage : Carl Pingitore
- Direction artistique : Alexander Golitzen
- Costumes : Helen Colvig
- Production : Robert Daley, Jennings Lang (en) et Bob Larson
- Sociétés de production : Universal Pictures et The Malpaso Company
- Distribution : Universal Pictures (États-Unis), Cinema International Corporation (France)
- Pays de production :  États-Unis
- Langue originale : anglais
- Budget : 725 000 dollars[1]
- Format : couleur — 1,85:1 — 35 mm — son mono
- Genre : thriller
- Durée : 102 minutes
- Dates de sortie[2] :
  - États-Unis : 3 novembre 1971 (première à New York)
  - États-Unis : 12 novembre 1971
  - France : 2 janvier 1972
- Classification CNC : interdit aux moins de 12 ans[3]

## Distribution
- Clint Eastwood (VF : Jean Lagache[4]) : Dave Garver
- Jessica Walter (VF : Perette Pradier) : Evelyn Draper
- Donna Mills (VF : Sylvie Mathieu) : Tobie Williams
- John Larch (VF : René Arrieu) : le sergent McCallum
- Jack Ging (VF : Jean-Paul Coquelin) : Frank Dewan
- Irene Hervey (VF : Mony Dalmès) : Madge Brenner
- James McEachin (VF : Bachir Touré) : Al Monte
- Clarice Taylor (VF : Lita Recio) : Birdie
- Don Siegel (VF : Serge Nadaud) : Murphy
- Duke Everts (VF : Jacques Ciron) : Jay Jay
- George Fargo : un homme
- Mervin W. Frates : Locksmith
- Tim Frawley : le shérif
- Otis Kadani : un policier
- Brit Lind (VF : Anne Rochant) : Anjelica

## Production

### Développement
Le scénario est initialement développé par la scénariste Jo Heims, ancienne mannequin et danseuse. Son script est ensuite « poli » par Dean Riesner. Clint Eastwood est séduit par le scénario et développe le projet avec son partenaire de The Malpaso Company, Irving L. Leonard. Juste avant son décès en décembre 1969, ce dernier donne un contrôle artistique total à l'acteur, qui souhaite ici faire ses débuts de réalisateur. En effet, Clint Eastwood était à une période de sa carrière où l'envie de passer à la mise en scène est très présente :

« Après m’être tapé la tête contre les murs pendant 17 ans, hanté les plateaux, influencé parfois par mes propres idées les angles de prises de vue, vu les acteurs partir dans n’importe quelle direction sans être aidés, et travaillé avec des réalisateurs bons ou mauvais, je suis arrivé au point où je me sens capable de réaliser mes propres films. Je me souviens de toutes les erreurs mais aussi des bonnes choses. J’en sais assez pour contrôler mes propres projets et obtenir ce que je veux des acteurs,. »

— Clint Eastwood
Clint Eastwood sera totalement soutenu dans sa démarche de passer derrière la caméra par Lew Wasserman d'Universal Pictures. Le script évolue au fur et à mesure de la production. L'ajout du personnage de Tobie est suggéré par Sonia Chernus, une monteuse qui a travaillé sur la même série que Clint Eastwood, Rawhide:193,. De plus, alors que l'intrigue devait se dérouler à Los Angeles, Clint Eastwood insiste pour que tout le film se passe à Carmel-by-the-Sea, la paisible ville où il réside et a ses habitudes:193.
Clint Eastwood s'inspire ici de sa propre expérience : plus jeune, il avait été harcelé par une femme plus âgée que lui.
Clint Eastwood ne sera payé qu'en tant qu'acteur pour ce film ; il avait en effet accepté de ne pas être rétribué comme réalisateur. C'est par ailleurs un de ses rares films comme réalisateur qui n'est pas développé avec l'aide de Warner Bros..

### Attribution des rôles
Le rôle principal aurait un temps été proposé à Steve McQueen, qui l'a refusé trouvant que le rôle féminin principal était plus important.
Alors qu'Universal Pictures souhaite Lee Remick dans le rôle d'Evelyn Draper, Clint Eastwood insiste pour avoir Jessica Walter, impressionné par sa performance dans Le Groupe (1966) de Sidney Lumet. Donna Mills est quant à elle suggérée par Burt Reynolds, qui venait de tourner avec elle pour la télévision.
Don Siegel, qui a dirigé Clint Eastwood dans Les Proies un an plus tôt, tient ici le rôle du gérant du bar Murphy's.
Flip Wilson était envisagé pour incarner Al Monte.

### Tournage
En raison de son budget restreint, Clint Eastwood ne tourne pas en studio, mais à Monterey et Carmel-by-the-Sea. Le tournage du film s'achève avec deux jours et demi d'avance, sans que la totalité du budget ne soit dépensée. Quelques plans sont tournés au Monterey Jazz Festival en septembre 1970, avec notamment Johnny Otis, Cannonball Adderley et Joe Zawinul.
Pour blaguer Clint Eastwood aurait fait jouer onze fois le caméo du réalisateur Don Siegel, avant de dire au cadreur de mettre un film dans sa caméra.
Pour le passage où Dave frappe Evelyn provoquant ainsi la chute mortelle de celle-ci, Jessica Walter est doublée par une cascadeuse professionnelle pour encaisser le coup puis par un mannequin pour dévaler la falaise. En revanche, l'actrice a assuré elle-même le dernier plan montrant le corps d'Evelyn qui flotte sur la rive[réf. nécessaire].

### Musique
La musique du film est supervisée par Dee Barton (en), spécialiste des musiques de thrillers. Outre la ballade Misty d'Erroll Garner, elle comprend la torch-song The First Time Ever I Saw Your Face (« La toute première fois que j'ai vu ton visage ») interprétée par Roberta Flack. Le thème langoureux de cette mélopée écrite par le compositeur Ewan MacColl sert d'arrière-fond sonore à une longue évocation filmée de la beauté de la nature sur la côte californienne.
Clint Eastwood, jazzophile bien connu, a tenu à montrer de nombreux artistes de jazz (« Cannonball » Adderley, Johnny Otis et Joe Zawinul), qu'il a filmés longuement et chaleureusement lors du Festival de Jazz de Monterey de septembre 1970.

## Accueil
Produit avec un budget estimé à 725 000 dollars, le film en rapporte 5,5 millions, ce qui permit à Eastwood de poursuivre sa carrière de metteur en scène. Côté acteur, ce film a permis à Eastwood de réhabiliter son image après l'échec critique et commercial des Proies.

## Distinction
Aux Golden Globes 1972, Jessica Walter est nommé au Golden Globe de la meilleure actrice dans un film dramatique. C'est Jane Fonda qui obtient le prix pour son rôle dans Klute.

## Analyse
À la fin des années 1960-début 1970, Clint Eastwood tourne dans de nombreux films aux castings prestigieux et reste un acteur populaire. Cependant, ces tournages lui laissent souvent un goût amer, il raconte ainsi « Le tournage de La Kermesse de l'Ouest a duré six mois là où il n’en aurait fallu que trois. Je devenais fou. Quand les aigles attaquent a duré cinq mois. Un terrible ennui. Je déteste voir ce gaspillage d’argent. C’est ainsi que j’ai décidé de faire mes propres films. Si les studios veulent gaspiller leur argent, c’est leur problème. Moi, pas ! » Fin 1967, il avait fondé sa propre société de production, Malpaso Company, pour développer ses propres projets.
Dès sa première réalisation, Clint Eastwood pose les futures bases et caractéristiques de sa filmographie : une mise en scène qui lui ressemble, tranquille, fluide, sans efforts visibles. Il accorde cependant une grande importance au rythme (ici un rythme tranquille avec des accélérations soudaines et des pauses). Il présente aussi dans ce film sa passion pour le jazz avec une séquence presque « gratuite » au festival de jazz de Monterey. De plus, dès ce premier film, son film se finit par un plan sur un décor en zoom arrière, qu'il refera comme une signature dans ses réalisations suivantes.
Malgré parfois quelques pertes de rythme dues à son inexpérience, Clint Eastwood parvient à maintenir une ambiance tendue sans pour autant sacrifier son rythme tranquille. Par ailleurs, il utilise des symboles et allusions visuelles pour illustrer les sentiments ou les émotions des personnages. Il montre notamment les sautes d’humeur d’Evelyn en la montrant changer totalement d'attitude dans un même plan et en quelques secondes.

## Clin d'œil
Peu après la sortie du film, Clint Eastwood interprète le rôle de Harry Callahan dans L'Inspecteur Harry, de Don Siegel. Au début du film, son personnage passe devant un cinéma où est projeté Play Misty for Me.